# Туманський Василь Іванович
Василь Іванович Туманський (11 березня 1800, Чорториги — 4 квітня 1860) — російськомовний поет, державний діяч Російської імперії. Онук Василя Григоровича Туманського. Приятель письменника Ореста Сомова та поета Олександра Пушкіна.

## Біографія
Народився 28 лютого [11 березня] 1800 року в селі Чорторигах Чернігівській губернії Російської імперії (нині Шевченкове Шосткинського району Сумської області, Україна) в сім'ї відставного генерала Івана Туманського, що належав до роду Туманських малоросійської шляхти. Троюрідний брат поета Федора Туманського. Виховувався спочатку вдома, а потім у Харківській гімназії. У шістнадцять років був направлений до Московщини, у Петропавлівське училище в Петербурзі.
Перший свій вірш, «Поле Бородинської битви», надрукував у 17 років. Під час перебування в столиці вів знайомство з Іваном Криловим, Олександром Ізмайловим, Кіндратом Рилєєвим, братами Бестужевими та іншими відомими письменниками того часу. Закінчивши курс 1818 року, поїхав до Парижа і високу освіту здобув у паризькому Collège de France, де слухав лекції Араго, Кузена та інних. На зворотному шляху прихопив з собою Вільгельма Кюхельбекера, що залишився у Франції без засобів до існування.
1822 року обраний в члени «Вільного товариства любителів російської словесності». 1823 року визначився в канцелярії новоросійського генерал-губернатора Михайла Воронцова. «Він обертався у вищих колах одеського товариства, веселився, танцював, упадав за дамами», захоплювався засланим Олександром Пушкіним як «соловейком» та «Ісусом Христом нашої поезії». Пушкін, хоча і ставився до творчості Туманського скоріше негативно, згадав його у «Подорожі Онєгіна». При його посередництві Пушкін стає автором «Полярної зорі». Зберігся спільний з Пушкіним лист до Кюхельбекера (грудень 1823 року). За характеристикою Володимира Набокова, сам Туманський — наслідувальний, «безбарвний елегійний поет».

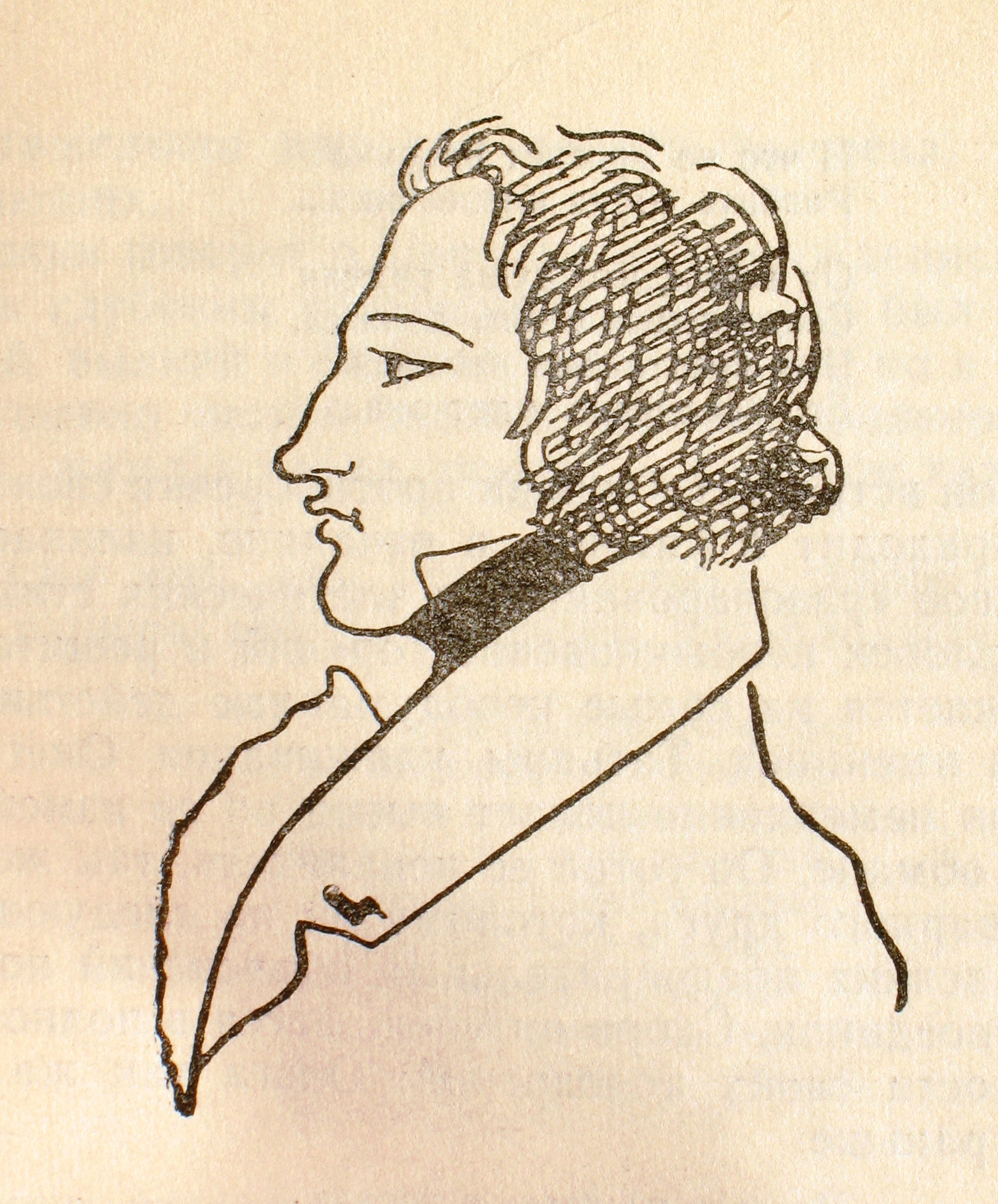
Малюнок О. С. Пушкіна. За атрибуції Т. Р. Цявловської — портрет Василя Туманського (поруч накидана дружня епіграма на нього). Раніше вважався уявним портретом Володимира Ленського

1828 року служив при Главі Диванів Молдавії та Валахії графі Федору Палену по дипломатичній лінії. Наступного року брав участь у роботі зі складання умов Адріанопольської мирного договору. У 1831 році призначений секретарем при Комітеті для складання регламенту з управління князівствами Молдавії та Валахії під керівництвом Павла Кисельова, в 1833—1834 роках здійснив подорож Італією. З червня 1835 року служив 2-м секретарем посольства в Константинополі. У січні 1839 року на запрошення Модеста Корфа став помічником статс-секретаря Департаменту державної економії Державної ради.
Весь свій вільний час віддавав творчості. Вірші Туманського, що друкувалися в «Сині Вітчизни», «Благонамеренном», «Полярній зорі» стають популярними серед широкої публіки. Найбільш плідними у творчості Туманського були 1820-х — 1830-ті роки, але надалі він пише мало.
1846 року вийшов у відставку в чині дійсного статського радника. Поселився в Україні в родовому маєтку Панасівці, час від часу наїжджаючи в Петербург та Москву. Живучи у своєму маєтку, служив почесним попечителем Полтавській гімназії, багато зробив для її розвитку. Такожбрав активну участь у роботі комітету «Про поліпшення побуту поміщицьких селян».
Помер 23 березня [4 квітня] 1860 року. Похований у Панасівці (біля школи). У 1951 році на могилі встановлений надгробок — плита і цегляний тинькований обеліск.

## Твори
- «Девушка влюбленному поэту» — п'єса, 1825;
- «История Государственного Совета» — (залишилася невиданою);
- Безліч віршів виданих протягом 1817—1830 років в «Сыне Отечества», «Благонамеренном», «Соревнователе просвещения», «Новостях литературы», «Северных цветах», «Славянине», «Современнике», «Отечественных записках», «Северной лире»;
- Збірка «Стихотворения» (Чернігів, 1840);
- «Письма В. И. Туманского и неизданные его стихотворения» (Чернігів, 1891).